# Rano Raraku
Velikonočni otok, Občina Velikonočni Otok, Čile
Rano Raraku je vulkanski krater, ki je sestavljen iz utrjenega vulkanskega pepela ali tufa in je na spodnjih pobočjih Terevaka v narodnem parku Rapa Nui na Velikonočnem otoku v Čilu. Tu je deloval  kamnolom približno 500 let, do zgodnjega 18. stoletja in dobavljal kamen, iz katerega je bilo izklesanih okoli 95% znanih monolitnih skulptur (moai) na otoku. Rano Raraku je vizualni zapis oblikovanje besednjaka moai in tehnološka inovacija, kjer ostaja 397 moaijev. Rano Raraku je del območja svetovne dediščine Unesca in ime enega od sedmih delov parka.

## Opis
Brežine kraterja Rano Raraku so visoke in strme, razen na severu in severozahodu, kjer so precej nižje in rahlo nagnjene. Notranjost vsebuje enega od treh sladkovodnih kraterskih jezer na otoku, ki jih omejuje nga'atu ali totora - trstičje. Zdi se, da so te rastline, ki so bile mišljene kot dokaz o stiku z južnoameriško celino, na otoku že več kot 30.000 let in so ga domačini uporabljali za slamnato zavetje in plavalne pripomočke.

## Nedokončan moai v kamnolomu
Nepopolni kipi v kamnolomu so izjemni tako po številu, kot nedostopnosti nekaterih, ki so visoko na zunanji steni kraterja in po velikosti največjega; 21,6 m po višini je skoraj dvakrat večji od katerega koli moaia, ki je bil kdaj dokončan in bi tehtal približno 270 ton, večkratnik teže postavljenih.
Zdi se, da so bili nekateri nepopolni moaji opuščeni, potem ko so se rezbarji srečali z vključki zelo trdega kamna v materialu.
Drugi so lahko skulpture, ki nikoli niso bile namenjene ločevanju od kamnine, v kateri so izrezljane.

## Stoječi moai na Ranu Raraku
Na zunanji strani kamnoloma so številni moai, od katerih so nekateri delno zakopani do ramen pri prenosu iz kamnoloma. Odlikuje jih, da njihove oči niso bile izpuščene, nimajo pukao in niso bili odloženi v otoški državljanski vojni. Zaradi tega zadnjega razloga ponujajo nekaj najbolj znanih podob otoka.
- Moai od blizu
- Moai leta 1880
- Erodiran moai

### Tukuturi
Tukuturi je nenavaden moai. Njegova brada in klečeča drža se razlikujejo od standardne podobe.
Posebna drža tega kipa je dobro znana na Velikonočnem otoku in se imenuje tuku turi ali preprosto tuku. To je bil položaj, ki so ga uporabljali moški in ženske, ko so oblikovali zbor na festivalih, imenovani riu, kjer je bil položaj poznan kot tuku riu. Tipični pevci so bili nekoliko nazaj nagnjeni s telesom, z dvignjeno glavo in kozjo brado, ki je prav tako vidna na kipu. 
Tukuturi je narejen iz rdeče žlindre iz Pune Pau, sedi na kamnu Rana Raraku. Mogoče je povezan s kultom Tangata manu, v tem primeru bi bil to eden od zadnjih moai kdaj koli izdelan. 
Zdi se verjetno, da ta kip predstavlja riu pevca in je nastal po prenehanju proizvodnje klasičnih kipov.